# Pilszcz

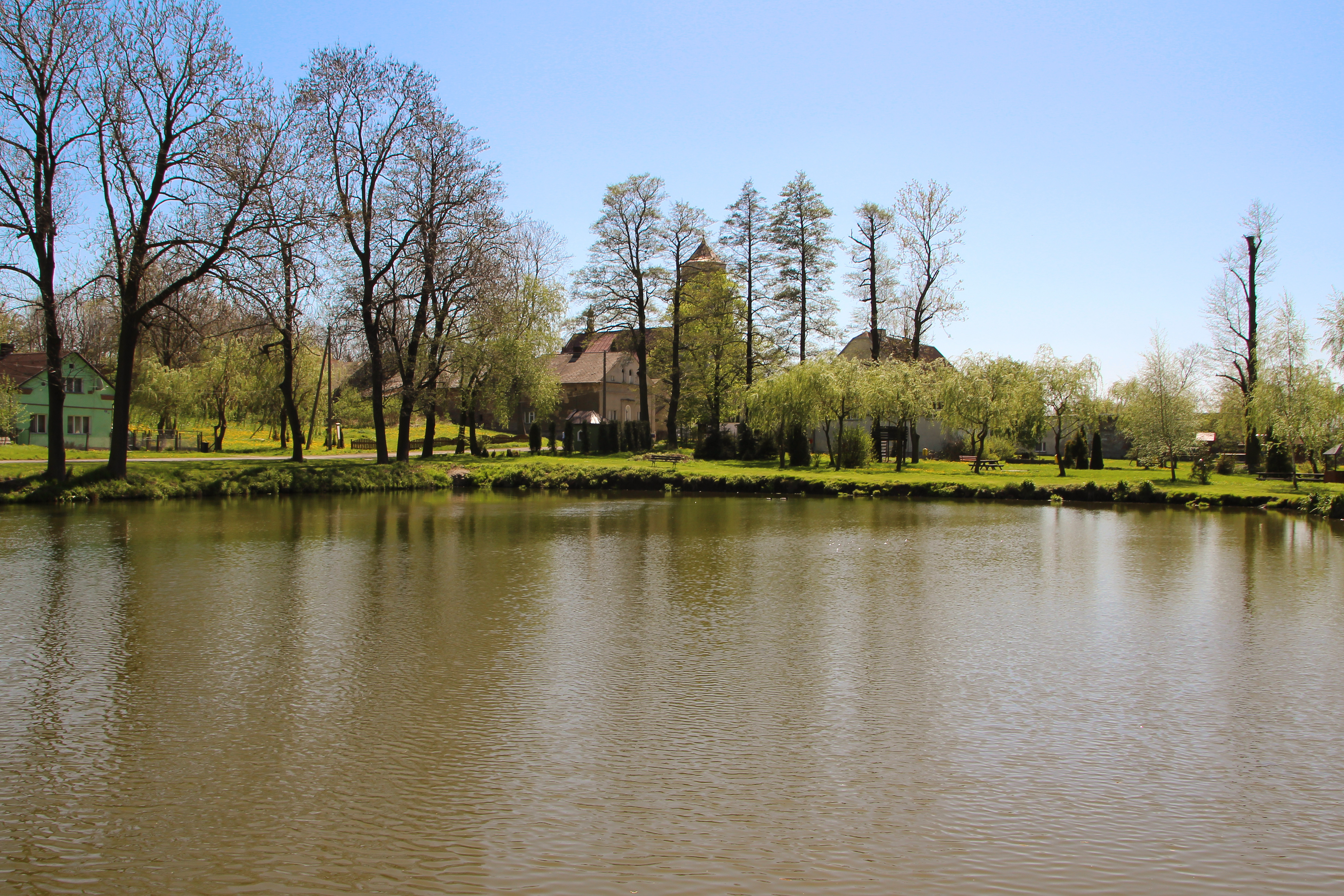
Pilszcz (2012)

Pilszcz (Duits: Piltsch) is een dorp in de Poolse woiwodschap Opole. De plaats maakt deel uit van de gemeente Kietrz en telt 755 inwoners.

## Verkeer en vervoer
- Station Pilszcz

- Station Pilszcz